# Thermohydrograaf

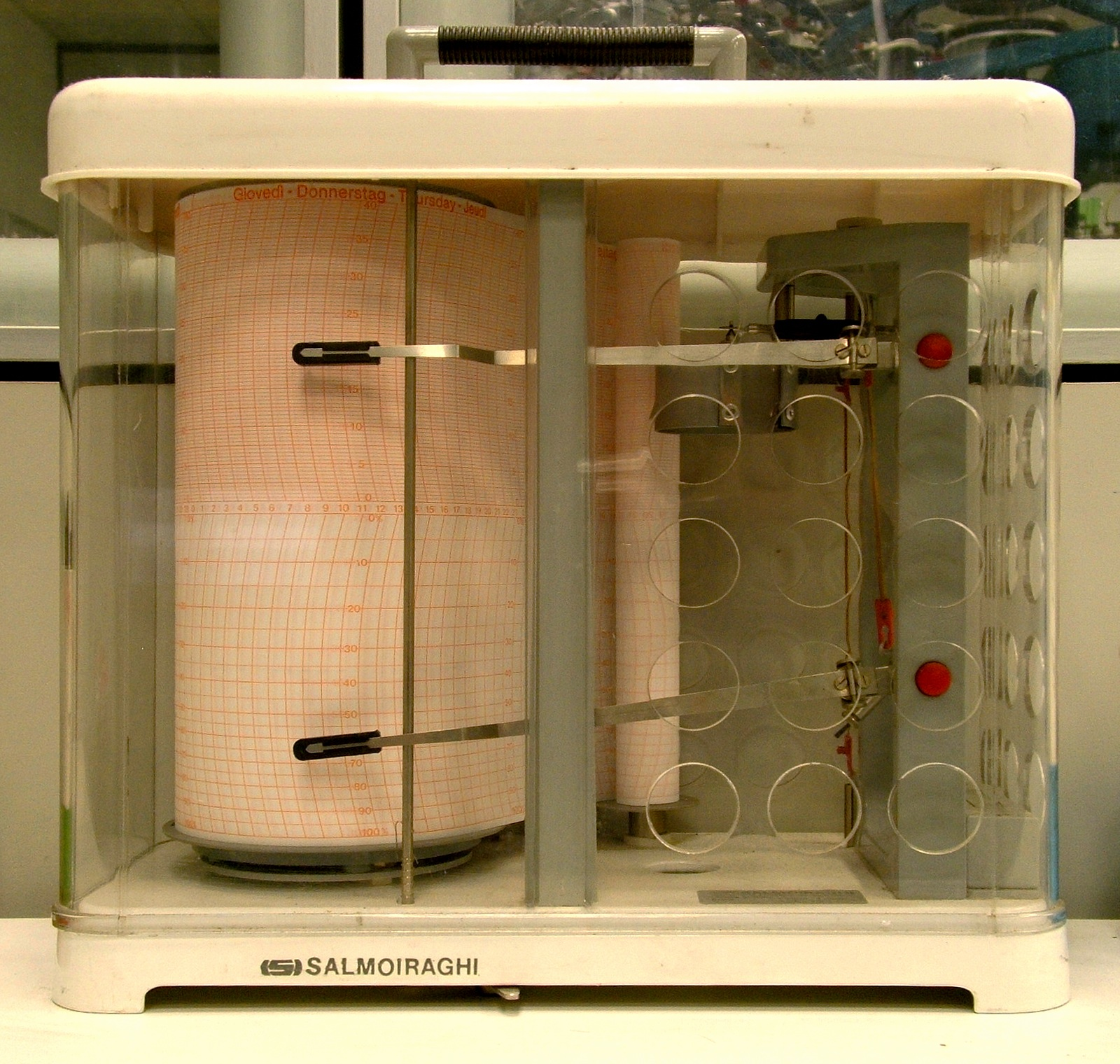
Thermohydrograaf

Een thermohydrograaf is een chart recorder die zowel de luchttemperatuur als de luchtvochtigheid meet. 

## Oorsprong van het woord
Het woord komt van het Oudgrieks: θερμός (thermós) betekent warm, ὕδωρ (húdōr) betekent water en γράφειν (gráphein) betekent schrijven.

## Werking
Dit apparaat tekent de luchttemperatuur en de vochtigheid met twee afzonderlijke pennen op een band papier. Deze papierband zit op een rol die voortbeweegt door een klokmechanisme. Op een week tijd draait dit volledig rond. Zo wordt voor ieder uur van de dag de thermometerstand en de luchtvochtigheidsgraad genoteerd.
De thermometernaald is verbonden met een spiraal van bimetaal, dat bestaat uit twee aan elkaar gehechte bladen uit verschillend metaal, waarvan de uitzettingscoëfficiënten opmerkelijk verschillen. Deze veer zal opkrullen of opengaan volgens de omringende temperatuur. Een schaalverdeling voor de temperatuur gaat van -20 °C tot +40 °C.
De hygrometer bestaat uit een zeer gevoelige draad uit speciale stof vervaardigd - dikwijls een mensen- of paardenhaar of een bundel van deze haren - die uitzet door de omringende vochtigheid of damp en die inkrimpt bij droogte. Voor de vochtigheidsschaal is de verdeling van 0% tot 100%.